# جون دبليو. منزيس
جون دبليو. منزيس هو محامي وقاضي وسياسي أمريكي، ولد في 12 أبريل 1819، وتوفي في 3 أكتوبر 1897. نشط حزبياً في الحزب الديمقراطي. وقد انتخب عضو مجلس النواب الأمريكي ‏.